# Leone Perenos
Leone Perenos (in greco Λέων Περενός?; fl. XI secolo) fu un governatore bizantino (doux) di Dyrrachion e il penultimo Catapano d'Italia.
Nell'aprile del 1064, in qualità di doux di Dyrrachion, Perenos fornì aiuti militari e finanziari a Roberto, conte normanno di Montescaglioso, che si stava ribellando allo zio, Roberto il Guiscardo duca di Puglia e Calabria.
Nel 1068 morì il Catapano d'Italia in carica, Abulchares. Perenos fu nominato suo sostituto. La capitale del Catepanato, Bari, era stata assediata dai Normanni. Tuttavia, Perenos non poteva fornire una spedizione di soccorso, poiché non era in grado di attraversare il mare.